# ده نوكاكان (كاكان)
ده نوکاکان (بالفارسية: ده نوکاکان) هي قرية تقع في إيران في قسم کاکان الريفي. يقدر عدد سكانها بـ 32 نسمة بحسب إحصاء 2016.